# O’Love Jacobsen

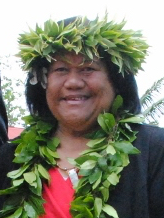
O’Love Jacobsen 2013.

Tauveve O’Love Jacobsen ist eine Politikerin und Diplomatin aus Niue. Sie war Niues Hochkommissarin in Neuseeland von 2011 bis 2017. Ihre Vorgängerin war Sisilia Talagi, Niues erste weibliche Diplomatin und Hochkommissarin. Davor war Jacobsen Mitglied der Niue Fono Ekepule (Niue Assembly; Nationalparlament) und Ministerin in Toke Talagis Regierung.

## Leben
Jacobsen war schon lange eine führende Figur in der informellen Opposition gegen Young Vivians Regierung. Sie war von 2008 bis 2011 Gesundheitsministerin, Arbeitsministerin, Ministerin für Women’s Affairs und Minister in Charge für die Niue Power Corporation. Sie war davor schon Minister of Education, Health, Environment, Training and Development gewesen. Außerdem ist Jacobsen Mitglied der Commonwealth Parliamentary Association, und Schirmherrin der Niuean Volleyball Association.

### Karriere
Jacobsen wurde in einer Nachwahl 1989 erstmals in die Niue Assembly (Niue Fono Ekepule) gewählt. Sie wurde 1990 erneut gewählt.
Nach der Wahl 1999 war sie Kandidatin für den Posten des Premiers (Regierungschef), welcher von der National Assembly gewählt wird. Sie verlor jedoch gegen Sani Lakatani von der Niue People’s Party, mit sechs Stimmen zu vierzehn.
Nach der Wahl 2005 war Jacobsen Young Vivians einzige Herausforderin um die Position des Premiers. Sie unterlag erneut mit drei Stimmen zu siebzehn. Vivian dankte ihr, dass sie gegen ihn angetreten war:

„Dass die Wahl als Auswahl gestaltet wurde, dank Ekepule (Parlamentsmitglied) O’love Jacobsen, bestätigt unsere Entschlossenheit für das Westminster-Regierungssystem, dass wir eines der Grundprinzipien der Demokratie einhalten und aufrechterhalten.“

Im Februar 2008 behauptete Jacobsen, dass Grundbesitzer bedroht worden seien, damit sie dem Bau eines Hotels und eines Golfplatzes auf deren Land zugestimmt hätten, ein Projekt, welches von der Regierung unterstützt und von chinesischen Investoren finanziert wurde. Young Vivian wies die Anschuldigungen zurück.
Im Vorfeld der Wahlen 2008, in welchen sie ihren Sitz in der Nationalversammlung erfolgreich verteidigte, (als common roll representative), äußerte sich Jacobsen kritische gegenüber der Tatsache, dass mehrere Mitglieder der Nationalversammlung ohne Gegner wiedergewählt wurden. Sie beschuldigte Vivian, Menschen zu entmutigen an den Wahlen als Oppositionskandidaten teilzunehmen, und wies darauf hin, dass eine Demokratie erfordert, dass Stimmberechtigte die Möglichkeit haben, zwischen mehreren Kandidaten in jedem Wahlkreis wählen zu können.

„Wenn das Prinzip der Demokratie aufrechterhalten werden soll, dann ist es sehr wichtig, dass Menschen wählen gehen und nicht die Kandidaten ohne Herausforderer gelassen werden und dementsprechend gewählt werden.“

Vivian wies Jacobsens Kritik zurück und argumentierte, dass Kandidaten in den Dörfern auf traditionelle Art und Weise bestimmt würden. Mit einer solchen Praxis „gibt es keinen Konflikt, sondern es gibt Frieden und Gemeinschaftsgefühl.“
Nach der Wahl unterstützte Jacobsen Toke Talagis Kandidatur für den Posten des Premierministers gegen Vivian und wurde in Talagis kleines Kabinett berufen.
Im März 2011 trat sie von ihren Regierungsposten zurück und aus der Nationalversammlung aus, damit sie als Niues High Commissioner to New Zealand ernannt werden konnte. Sie diente als Diplomatin bis 2017, dann trat sie wieder zu den Wahlen im Mai 2017 an, und verkündete, dass sie gewillt sei die Regierung als Premierministerin zu leiten. Sie wurde in die Nationalversammlung gewählt und war die Kandidatin mit den meisten Stimme, aber unterlag erneut gegenüber Talagi mit 5 zu 15 Stimmen.
Jacobsen wurde in den Wahlen 2020 wiedergewählt und trat erneut erfolglos für den Posten des Premierministers an. Diesmal wurde sie mit 13 zu 7 Stimmen von Dalton Tagelagi besiegt. Sie wurde in den Wahlen 2023 wieder gewählt.